# Louis René de Gouyon-Thaumatz
Louis René Michel Anne de Gouyon-Thaumatz est un homme politique français né le 23 mai 1765 à Saint-Maudez (Côtes-du-Nord) et mort le 1er juin 1839 à Saint-Maudez.

## Biographie
Conseiller au Parlement de Rennes sous l'Ancien Régime, il émigre au début de la Révolution, et revient en France en 1802. Il est conseiller général en 1814 et député des Côtes-du-Nord de 1815 à 1816, siégeant dans la majorité introuvable soutenant la Restauration.

## Sources
- « Louis René de Gouyon-Thaumatz », dans Adolphe Robert et Gaston Cougny, Dictionnaire des parlementaires français, Edgar Bourloton, 1889-1891 [détail de l’édition]